# Сельское поселение Старопохвистнево
Сельское поселение Старопохвистнево — муниципальное образование в Похвистневском районе Самарской области.
Административный центр — село Старопохвистнево.

## Административное устройство
В состав сельского поселения Старопохвистнево входят:
- посёлок Земледелец,
- посёлок Новая Точка,
- посёлок Сукаевка,
- посёлок Ятманка,
- село Старопохвистнево.